# Фролова Ніна Миколаївна
Фролова Ніна Миколаївна (11 жовтня 1948) — радянська академічна веслувальниця.
Срібна призерка Олімпійських Ігор 1980 року в складі вісімки.
Чемпіонка світу 1978, 1979, 1981, 1982 років у складі вісімки, срібна призерка 1974 (вісімки), 1977 (розпашні четвірки зі стерновою) років.
Чемпіонка Європи 1970 (розпашні четвірки зі стерновою), 1971, 1973 років у складі вісімки.